# Cilvaringz
Cilvaringz, pseudonimo di Tarik Azzougarh, (in arabo: طارق أزوگاغ) (Dordrecht, 29 gennaio 1979), è un rapper e produttore discografico olandese di origine marocchina, anche membro dei Wu-Tang Clan.

## Biografia
Dopo aver fatto un freestyle sul palco durante un concerto dei Wu-Tang Clan tenuto il 26 maggio 1997 presso il Melkweg di Amsterdam, Cilvaringz catturò l'attenzione di Ol' Dirty Bastard e Method Man, che decisero di presentarlo a RZA. Quest'ultimo, che era proprietario della Wu-Tang Records, decise di scritturare il rapper olandese nel 1999; Cilvaringz divenne così il primo artista non statunitense messo sotto contratto dal gruppo rap.
Il 9 aprile 2007, Cilvaringz pubblicò I, uscito per cinque diverse etichette sparse in tutto il mondo. Il disco, che si riallaccia allo stile dei primi Wu-Tang Clan, venne accolto molto positivamente dalla critica.
Durante il mese di aprile del 2008 Cilvaringz concepì e iniziò a produrre assieme a RZA Once Upon a Time in Shaolin, uno dei pochissimi album di cui uscì una sola copia. L'album suscitò la curiosità di molte riviste nel corso del 2014, e venne pubblicato durante l'anno successivo. Il 3 maggio 2015 Once Upon a Time in Shaolin venne venduto all'imprenditore farmaceutico Martin Shkreli alla cifra record di due milioni di dollari.

## Discografia
- 2001 – The Mental Chambers
- 2002 – The Third Chamber
- 2007 – I
- 2017 – The Mental Chambers V